# 福島須川橋
E4
福島須川橋（ふくしますかわはし）は、福島県福島市にある道路橋である。

## 概要
- 全長：88.3m[1]
  - 主径間：43.7m[2]
- 幅員：10.0m×2[1]
- 形式：2径間鋼連続非合成多主鈑桁橋[3]
- 施工：日立造船[2]
- 竣工：1974年[1]

桜本字須川端から上野寺字舘東、下釜に至り、東北自動車道福島西インターチェンジ～吾妻パーキングエリア間を通す。一級水系阿武隈川水系須川を渡る。1975年4月1日に郡山インターチェンジから白石インターチェンジの間が開通したことにより供用が開始された。
床版耐久性向上、B活荷重対策のため、1994年に厚さ5センチの鋼繊維コンクリートによる床版上面増厚が行われたが、その際に床版防水は行われておらず、2003年の補修時もアスファルト系防水層による床版防水であり、多くの交通量と車両の大型化によるコンクリートの微細なひび割れや冬期間の凍結抑制剤の散布による塩化物イオンの浸透に伴う老朽化が進行し、2013年10月には床版下面のコンクリートが広範囲に剥落した。抜本的対策として2014年秋に下り線の、2015年ゴールデンウィーク明けに上り線のRC床版の交換が行われた。東北道での床版交換工事では宮城県の七北田川橋、綱木川橋についで3例目となる。
現場作業の削減による工期の短縮と品質確保を目的とし、全幅員を1つのプレキャストPC床版部材として製作し、橋軸方向2m、厚さ240mmの床版部材がそれぞれ43枚架設されている。塩化物イオンに用錆の影響が出やすい場所打ちコンクリート部の鉄筋にはエポキシ樹脂塗装鉄筋が、床版防水には高性能床版防水が採用された。既設床版の撤去と新設床版の架設は片方あたり概ね4日ほどで実施された。工事期間中は片側の橋梁を上下対面通行として利用した車線規制が実施された。

## 周辺
- 吾妻パーキングエリア - 当橋梁すぐ北側にて合分流が始まる。